# فرودگاه کومیسو
فرودگاه کومیسو (به انگلیسی: Comiso Airport) (به زبان بومی: Aeroporto di Comiso "V. Magliocco") یک فرودگاه همگانی با کد یاتا CIY است که یک باند فرود آسفالت دارد و طول باند آن ۲۴۶۰ متر است. این فرودگاه در کشور ایتالیا قرار دارد و در ارتفاع ۱۹۰ متری از سطح دریا واقع شده‌است.

## شرکت‌های هواپیمایی و مقصدهای پروازی
| شرکت‌های هواپیمایی                     | مقصدهای پروازی |
| ------------------------------------- | --- |
| آلیتالیا اجرا توسط آلیتالیا سیتی‌لاینر | فصلی: لینیت |
| بروکسل ایرلاینز                       | فصلی: بروکسل |
| رایان‌ایر                              | بروکسل جنوب شرلروآ، فرانکفورت-هان، میلانو مالپنسا، گالیله، چمپینو، رم، لئوناردو دا وینچی-فیومیچینو فصلی: دوبلین، استانستد لندن، ویزه |
| ترنسویا فرانس                         | چارتر فصلی: اورلی |
| Thomas Cook Airlines                  | چارتر فصلی: بیرمنگام |